# Richard Sanderson
Richard Sanderson (* 5. März 1953 in Taplow, England) ist ein schottischer Sänger.

## Leben
Der Sohn eines Schotten und einer Französin erhielt bereits im Alter von fünf Jahren Klavierstunden, lernte mit 15 Gitarre und gründete mit 21 seine eigene Band, mit der er durch Hotelbars tingelte. Er wurde mit dem Lied Reality (komponiert und produziert von Vladimir Cosma) bekannt. Reality ist der Schlüsselsong des Films La Boum – Die Fete und war sein einziger Hit. Der Titel schaffte im Frühjahr 1982 Platz 20 der deutschen Charts. 
Als der Film dann zum ersten Mal im Fernsehen lief, wurde der Titel Ende 1986 erneut veröffentlicht und erreichte Platz eins in den deutschen Charts. Weltweit wurden acht Millionen Exemplare verkauft.
Richard Sanderson vertont heute historische Filme und produziert CDs mit Klezmer-Musik. Er lebt mit seiner Frau und seinen drei Töchtern in der Nähe von Paris.

## Diskografie

### Alben
- 1980: No Stickers Please
- 1981: I’m in Love
- 1983: Surprise
- 1984: Fairy Tale
- 1987: Reality
- 1987: Songs for Lovers
- 1990: Anytime at All

### Kompilationen
- 1984: The Best of Richard Sanderson
- 2004: Les plus belles chansons d'amour du cinéma
- 2010: The Very Best of Richard Sanderson (2 CDs)

### Singles
- 1979: Never Let You Go
- 1980: Reality (Wiederveröffentlichung 1986)
- 1980: I Feel the Music
- 1981: She’s a Lady
- 1981: When I’m in Love
- 1982: Your Eyes
- 1982: Lovely Lady
- 1983: Check on the List
- 1983: Stiamo insieme
- 1983: Sun
- 1984: See What’s Going On
- 1987: Maybe You’re Wrong
- 1987: When Fortune Reigns
- 1988: So Many Ways
- 1990: Anytime at All
- 1990: When the Night Comes
- 1992: Find a Reason (feat. Strawberry)[4]

## Auszeichnungen für Musikverkäufe
| Platin-Schallplatte - Frankreich - 1981: für die Single Reality |

| Land/RegionAuszeichnungen für Musikverkäufe (Land/Region, Auszeichnungen, Verkäufe, Quellen) | Gold | Platin  | Verkäufe  | Quellen     |
| -------------------------------------------------------------------------------------------- | ---- | ------- | --------- | ----------- |
| Frankreich (SNEP)                                                                            | —    | Platin1 | 1.000.000 | infodisc.fr |
| Insgesamt                                                                                    | —    | Platin1 |           |             |